# Civilización o Barbarie
Civilización o Barbarie ist ein Tonband-Zyklus des argentinischen Komponisten Bernardo Mario Kuczer aus dem Jahre 1984.

## Aufbau
Der Zyklus besteht aus 18 voneinander unabhängigen Tonbandstücken, die sowohl einzeln als auch in offener, variabel gestaltbarer Gruppierung mit anderen Stücken des Zyklus gespielt werden können. Die Gesamtdauer des 18-teiligen Zyklus beträgt etwa zweieinhalb Stunden, beläuft sich jedoch mit sämtlichen Versionen auf weit über drei Stunden.

### Aufbau des Gesamtzyklus
Obwohl alle 18 Stücke und ihre verschiedenen Versionen, die zu Civilización o Barbarie gehören, einerseits als vollkommen selbständige, individuelle Stücke betrachtet werden, beinhaltet der Zyklus andererseits als Ganzes verschiedene Werkgruppen und Gruppenwerke, die auch als Zyklen innerhalb des Gesamtzyklus geordnet werden können, wie folgt:
Der Peripéteia-Zyklus:                                                                                               
| Stück                                          | Dauer        |
| ---------------------------------------------- | ------------ |
| Peripéteia IIa, IIb’, (IIb’’), IIc, IIe’’, IIf | IIa = 2’20’’ |
| Peripéteia III                                 | 3’33’’       |
| Peripéteia IV                                  | 12’41’’      |
| Peripéteia V                                   | 8’00’’       |
| Peripéteia VI                                  | 6’25’’       |
| Peripéteia VII: Iña’K                          | 3’14’’       |
| Peripéteia VIII: Periplo                       | 11’40’’      |

Die Gruppe: … de la mémoire:
| Stück                          | Länge   |
| ------------------------------ | ------- |
| Une mémoire la vie             | 10’08’’ |
| Finale, ou la mémoire pulsante | 9’39’’  |
| Cri de la mémoire fermée       | 15’00’’ |

Die Stücke: Ejercicio de aire:
| Stück                  | Länge   |
| ---------------------- | ------- |
| Version: (2/c + c/2×2) | 8’36’’  |
| (1C + st)              | 8’36’’  |
| (1b)                   | 8’47’’  |
| (C/2 + 1×10)           | 16’00’’ |

Ein Zyklus der Einzelstücke, die nur zum Gesamtzyklus gehören:
| Stück                | Länge            |
| -------------------- | ---------------- |
| Contre-rime          | 10’36’’          |
| one other desert     | 9’32’’ (16’37’’) |
| Him’l                | 7’19’’           |
| Dream line           | 7’57’’ (9’30’’)  |
| Escenas-Miró         | 7’57’’           |
| hole the black       | 5’45’’           |
| … und Stille daneben | 6’16’’           |

## Werkgeschichte und Rezeption
Die erste öffentliche, tatsächliche Uraufführung einiger Werke aus „Civilización o Barbarie“ fand an einem Studio-Konzert der Darmstädter Ferienkurse im Jahre 1984 statt.
Für diesen Zyklus wurde Kuczer als erster lateinamerikanischer Komponist mit dem Kranichsteiner Musikpreis ausgezeichnet.
In einem Bericht über die Darmstädter Ferienkurse 1984, erschienen in der Monatszeitschrift Le Monde de la musique Nr. 72 vom November 1984, schrieb der franko-belgische Musikwissenschaftler Harry Halbreich:
„Der Abend musste jedoch in Gesellschaft des in Deutschland lebenden Argentiniers Bernardo Kuczer und seiner apokalyptischen elektroakustischen Stücke beendet werden, die in einem enormen Zyklus unter dem Namen ‚Civilización o Barbarie‘ zusammengefasst sind. Ich gestehe, dass ich flüchtete. Doch zwei Tage später konnte ich in einer etwas erträglicheren Lautstärke diese außerordentliche Musik eines verrückten Visionärs, lebendig enthäutet, blutige Fleischfetzen von einer ungeheuren Ausdruckskraft, wiederum anhören, die paradoxerweise mit einem einfachen Tonband wiedergegeben werden!“
1986, für die folgende Veranstaltung der Darmstädter Ferienkurse, wurde Kuczer eingeladen, ein zweites Konzert mit Werken aus dem Tonbandzyklus aufzuführen.
Civilización o Barbarie wurde später von Klaus Huber, einem der drei Juroren, als persönliche Wahl der Jury, für die Weltmusiktage der Internationalen Gesellschaft für Neue Musik vorgeschlagen, die 1987 in Köln stattfanden.
Obwohl zwischen 1984 und 1999 mehrere Werke des Zyklus in verschiedenen Konzerten und Festivals Europas in „Gruppenform“ oder auch einzeln als Bestandteil von gemischten Konzerten aufgeführt worden sind, ist ein wesentlicher Teil der Stücke jedoch noch nicht uraufgeführt worden.